# Krokava
Krokava (in ungherese: Kopárhegy) è un comune della Slovacchia facente parte del distretto di Rimavská Sobota, nella regione di Banská Bystrica.